# Flávio Luis Ferrarini
Flávio Luis Ferrarini (Travessão Paredes, Flores da Cunha, atualmente pertencente ao município de Nova Pádua, 5 de agosto de 1961 - 16 de junho de 2015) foi um poeta, cronista, contista, autor de narrativa infanto-juvenil, jornalista e publicitário brasileiro, conhecido por retratar em poemas sua vivência interiorana e por ter recebido elogios entusiásticos do poeta e crítico José Paulo Paes, publicados no livro "Os perigos da poesia e outros ensaios", que o apontou como uma alternativa à pasteurização de uma certa poesia pseudo-vanguardista e dita cosmopolita.

## A vida
Saído da diminuta e rural Travessão Paredes que tantas vezes aparece em seus poemas, ainda no final da adolescência mudou-se para Flores da Cunha, cidade na qual fixou residência.
Vivendo lá, há mais de 15 anos tornou-se cronista do "O Florense" e do jornal "Semanário" de Bento Gonçalves, RS, ganhando a vida também como publicitário. Entre as homenagens recebidas, está a de ter emprestado seu nome à Biblioteca Pública Municipal de Nova Pádua e de ter sido escolhido Patrono da 30ª Feira do Livro de Flores da Cunha. Foi publicitário e colunista dos jornais O Florense e Semanário (Bento Gonçalves).
Seu livro "minuto diminuto" de 1990 mereceu artigos elogiosos do ensaísta, poeta e tradutor brasileiro, José Paulo Paes e sua obra mereceu resenhas em publicações literárias de todo o Brasil, como o Caderno Mais da Folha de S.Paulo, EntreLivros, Revista VOX, Blau e outras, além de referências elogiosas de outros poetas já ilustres como Fabrício Carpinejar.
Flávio sofreu um acidente de trânsito no dia 16 de junho de 2015, e faleceu em seguida no Hospital Fátima, devido à gravidade dos ferimentos.

## A poesia
Autor de uma poesia muitas vezes quase minimalista, muitas vezes epigramática, Flávio Luís Ferrarini é um mestre dos poemas breves e irônicos, temáticos, críticos aos costumes interioranos mas também à arrogância da metrópole e a um certo progresso destrutivo, observado também nas alterações das paisagens do interior. Por seu viés interiorano, que o levaria a um certo mergulho no seu próprio interior para polir as rudezas do mundo externo, José Paulo Paes o considera como pertencente a uma linhagem drummondiana, mas muitos preferem considerá-lo um Manoel de Barros gaúcho, por sua predileção pelas coisas pequenas da natureza e pela forma inusitada como em seus poemas certos vocábulos deslizam do seu uso ortodoxo para novas relações sintagmáticas, de acordo com possiblidades apontadas e/ou correntes na oralidade regional. Alguns poemas, como "Cidade pequena", fogem do seu mais comum estilo breve, explicitando uma interessante forma de primitivismo que lembra bem as ilustrações de Tarsila do Amaral para o livro Poesia Pau- Brasil, de Oswald de Andrade.
Na sua veia mais explorada, a dos poemas mais breves, nota-se que o autor, usando alguns recursos das antigas vanguardas com o efeito de atualizar as possibilidades semânticas da expressão, usando novamente as palavras de Paes, o faz "normalmente pela paranomásia, estando sempre atento à fisicalidade da palavra". Falando deste aspecto de sua poesia, poderíamos estar falando de qualquer poeta concretista ou pós-concretista. Porém, diferententemente da maior parte destes, sua poesia fala da linguagem exemplificando suas possibilidades, sem jamais entrar por caminhos metalinguísticos ou avançar por caminhos neo-dadaístas.
Fazendo uso de um certo tipo de paralelismo sintático impressionante, visto que não deixa nunca de lado o inusitado da linguagem, os poemas escritos nesta linha são, muitas vezes, absolutamente simétricos, com métrica exata.
Embora sendo essencialmente um poeta moderno, pela estética dos seus poemas, Ferrarini demonstra, com seus poemas extraídos de uma vivência interiorana, que o melhor olhar sobre a contemporaneidade pode ser um olhar que vem de um mundo quase alheio a ela.

## Obras individuais publicadas
- Volta e meia um poema na veia (poemas, edição do Autor, Flores da Cunha, 1985).
- Uma história sem elos' (novela, edição do Autor, Flores da Cunha,1986).
- Olho vermelho no centro do espelho (poemas, edição do Autor, Flores da Cunha,1988).
- Minuto diminuto (epigramas, edição do Autor, Flores da Cunha,1990).
- Cogumelos amarelos (epigramas e poemas em prosa, edição do Autor, Flores da Cunha,1994).
- Crônicas da cidade pequena (crônias e frases curtas - Edição O Florense, 1996);
- A captura das águas (poemas em prosa - Massao Ohno Editor/SP, 1996).
- Outubro sobre Arco-Íris (poemas em prosa - Sete Letras/RJ, 1999).
- O segredo de Ogliver Nut (narrativa infanto-juvenil - WS Editor/POA, 2000).
- Apontador de Indiferenças (crônicas - Edição O Florense, 2000).
- Roger Bispo e a deusa Hathor (narrativa infanto-juvenil - WS Editor/POA, 2003).
- De A a Zoar (poemas infanto-juvenil - Maneco Livraria & Editora / Caxias do Sul, 2005).
- Aventuras do ladrão aprendiz (narrativa infanto-juvenil - Maneco Livraria & Editora / Caxias do Sul, 2005).
- O Morro do Chapéu do Diabo (narrativa infanto-juvenil - Maneco Livraria & Editora / Caxias do Sul, 2006).
- Vidas Minúsculas de Vila Faconda (contos - Editora Zouk / POA, 2007).
- O segredo do diário de Pati (narrativa infanto-junvenil - Maneco Editora / Caxias do Sul, 2007).
- Um dia não sei quando (poemas - Maneco Editora / Caxias do Sul, 2008)
- O tesouro de Richard Stevenson (narrativa infanto-junvenil - Maneco Editora / Caxias do Sul, 2009).
- Quadrantes (poema - Maneco Ed./Caxias do Sul, 2010)
- Tempo de amadurecer (narrativa juvenil - Maneco Ed./Caxias do Sul, 2010)
- A Sociedade Secreta dos Valentes (narrativa juvenil - Maneco Ed./Caxias do Sul, 2011)
- Bento Bandini: Seja você mesmo (Narrativa juvenil Maneco Ed./ Caxias do Sul, 2013)
- O Menino da Terra do Sol (Romance poético - Maneco Ed./Caxias do Sul, 2014)
- Tira-Gosto: poemas# saborear com prazer (Obra póstuma- Poemas - Maneco Ed./Caxias do Sul, 2016 - obra póstuma)
- Depois da Chuvarada (Obra póstuma - Crônicas Selecionadas, Ed. EDUCS, Caxias do Sul, 2021)
- Bento Bandini: encare seus medos (Obra Póstuma - Narrativa Juvenil - Ed. Virtua, Caxias do Sul 2023)

## Participação em antologias
- Quando as folhas caem (poemas, Sangar Vidal - Porto Alegre, RS, 1984).
- Letras do Brasil (poemas, Casa do Poeta Riograndense - Porto Alegre, RS, 1984).
- Matrícula dois (Secretaria Municipal de Cultura de Caxias do Sul, RS, 1998).
- Poetas do Rio Grande do Sul (Assembléia Legislativa do Estado do Rio Grande do Sul, 2000).

## Fortuna crítica
- Os Perigos da poesia e outros ensaios  - José Paulo Paes - São Paulo, SP (Topbooks/SP - 1997).
- A Captura das Águas - Eduardo Lanius - Jornal Zero Hora - Porto Alegre, RS (1998).
- Pequenas catedrais - Gilmar Marcílio - Jornal Caxias Notícias - Caxias do Sul, Rs (2000).
- Pelas beiradas da mídia – Marcelo Backes - Revista VOX - Porto Alegre, RS (2002).
- A Ficção do Sul Profundo – Marcelo Backes - Revista EntreLivros - São Paulo, SP (2007).